# 南浜町 (石巻市)
南浜町（みなみはまちょう）は、宮城県石巻市にある町丁で南浜町一丁目から南浜町四丁目を擁し、住居表示を全域で実施済。石巻市門脇字後谷地・門脇字善海田・門脇字土手東西・門脇字原田・門脇字浜の各一部に相当する。郵便番号は986-0835。

## 概要

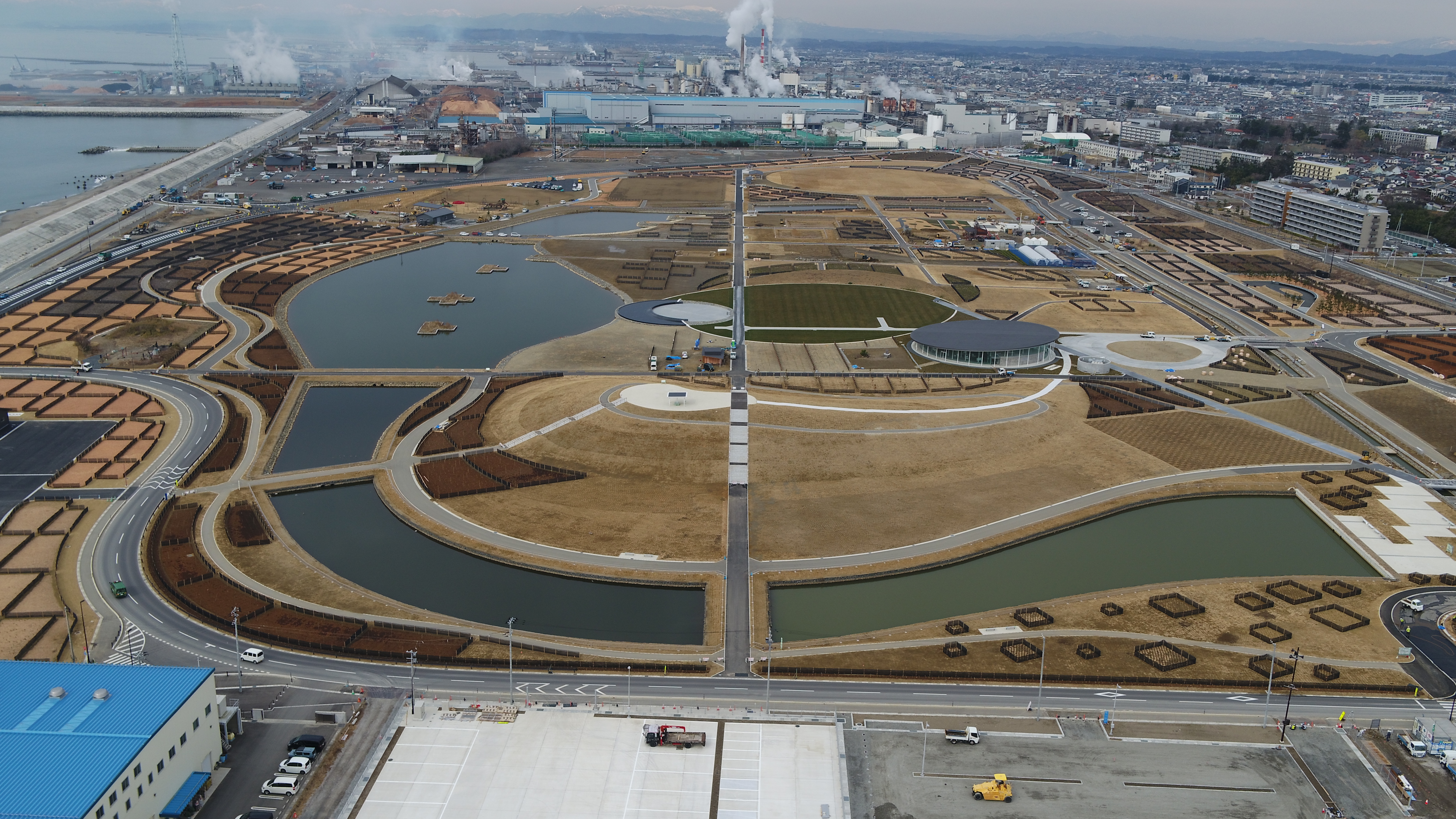
南浜町の全景

石巻市の中心部に位置しており、雲雀野町や門脇町とともに石巻南浜津波復興祈念公園として整備されている。東日本大震災に伴う津波および火災により住宅の殆どが流失し、当時の人口の8％が死亡する被害をうけ、罹災後は以前の賑わいの面影が見えないまでに被害を受けた。
2021年、南浜町の大部分が石巻南浜津波復興祈念公園として整備される。

### 地価
2022年（令和4年）1月時点での南浜町での平均地価は21,000円/m2（71,000円/坪）になっている。

## 歴史

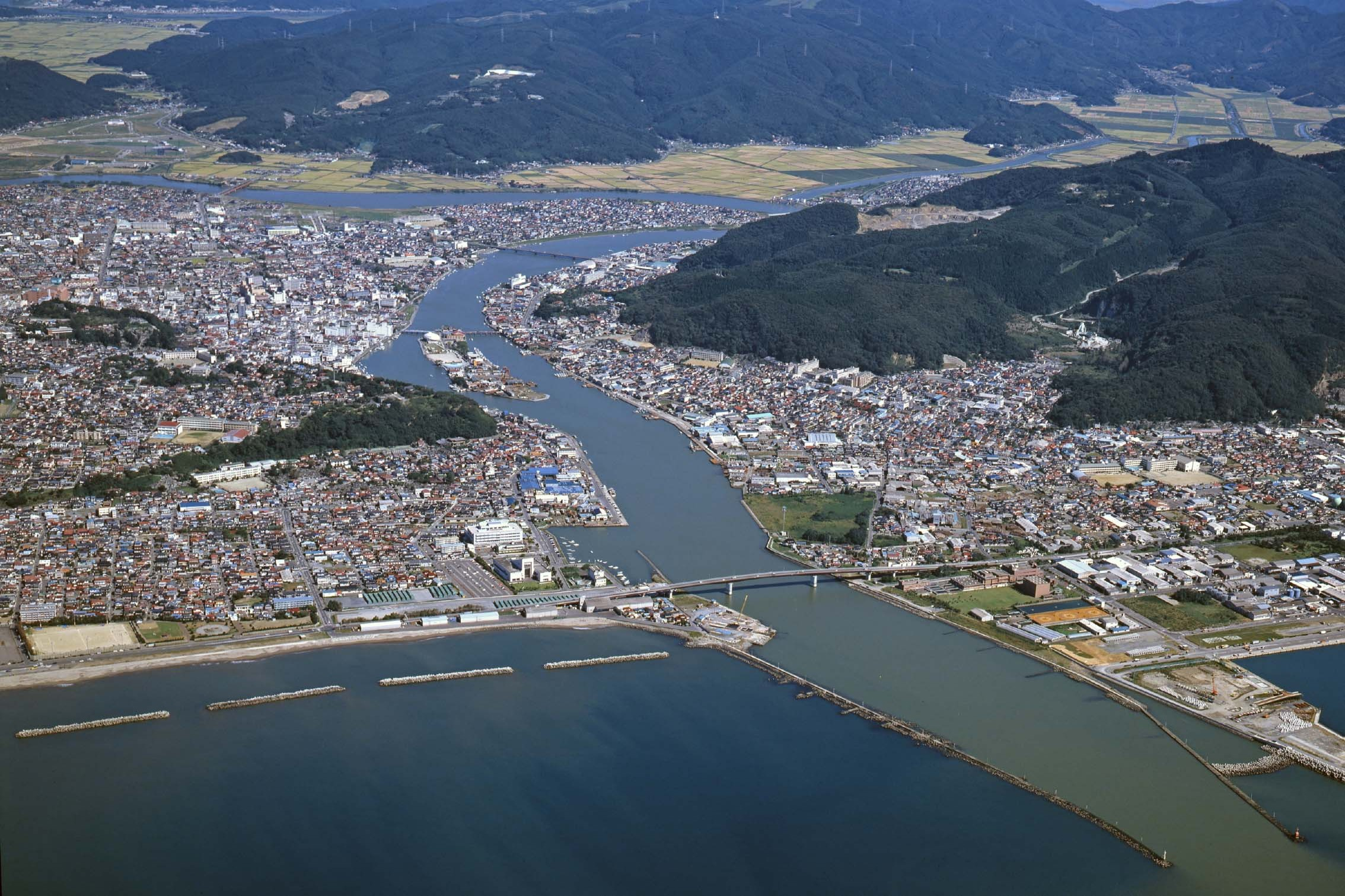
住宅地が広がる南浜町（画面左下・東日本大震災以前）

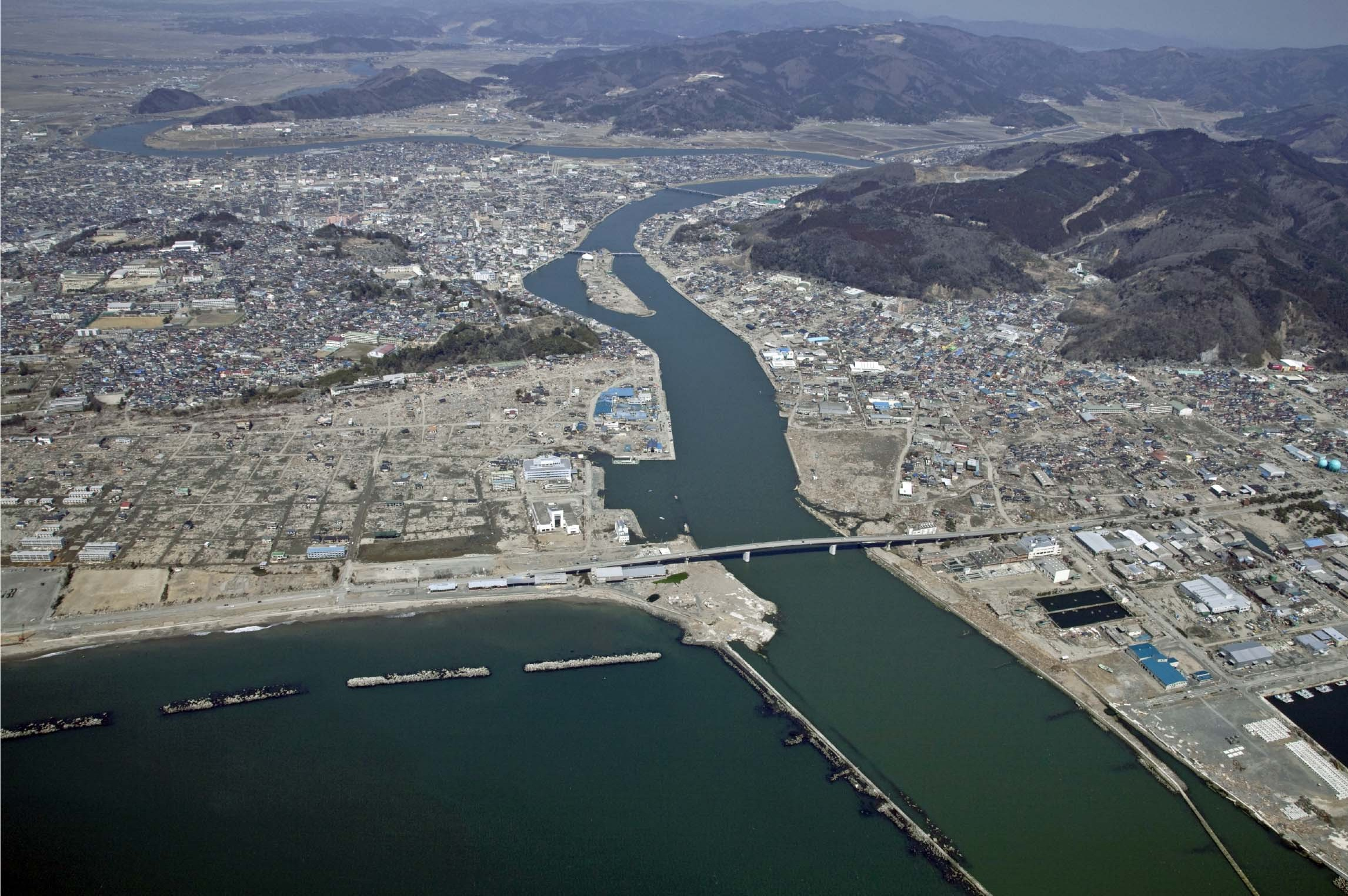
津波により壊滅的被害を受けた南浜町（画面左下・東日本大震災後）

明治時代から大正時代のとき、当域では新田開発が盛んになり、湿地と耕作地（主に水田と桑田）が混在しており、家屋はほとんどなかった。
昭和時代になると開発が進み、1938年には東北振興パルプ（現在の日本製紙の前身）が石巻に工場を建設したのを機に社宅を当域に建設したり、近隣に漁業関連施設や貨物鉄道画整備されたりした。
高度経済成長期に差し掛かると、石巻市は工業都市として発展し始め、住宅地としての需要が増し、日和大橋の開通に伴い交通網も発展して開発は一気に加速していった。

## 沿革
ここでは南浜地区（おおよそ日和山の麓）の沿革を述べる。
- 1873年 - 門脇小学校が開校
- 1935年 - 雲雀野地区の一部が南地と命名される
- 1940年 - 東北振興パルプ石巻工場操業開始
- 1959年 - 土地区画整理事業開始
- 1960年 - 人口が激増する
- 1966年5月1日 - 南浜町に改名
- 1967年
  - 土地区画整理事業終了
  - 石巻工業港が開港
- 1979年 - 日和大橋開通
- 2011年 - 東日本大震災にて壊滅的被害を被る

## 施設
- 石巻南浜津波復興祈念公園
  - みやぎ東日本大震災津波伝承館（南浜町2丁目1-56）
  - 「がんばろう！石巻」看板（南浜町3丁目1-28）
  - 東日本大震災メモリアル 南浜つなぐ館（南浜町3丁目1-1）
  - 善海田稲荷神社（南浜町2丁目8）

南浜町の施設
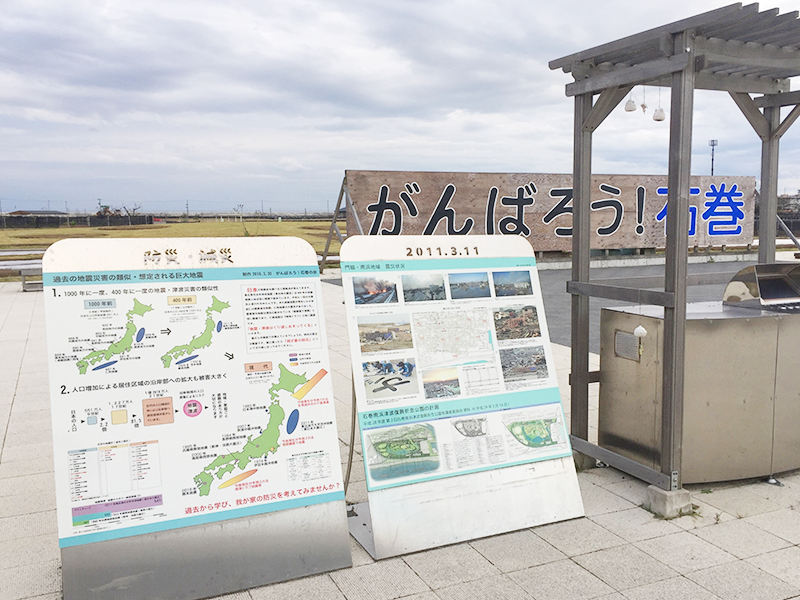
「がんばろう！石巻」
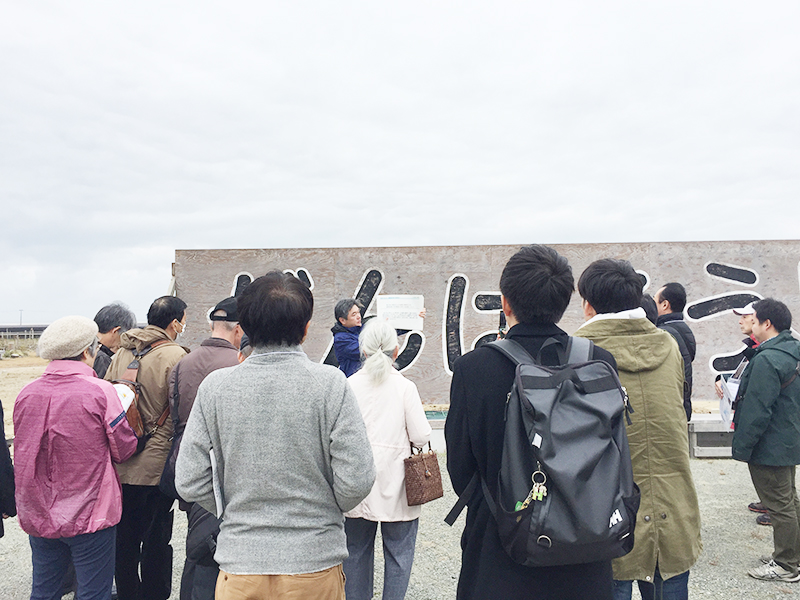
「がんばろう！石巻」と語り部
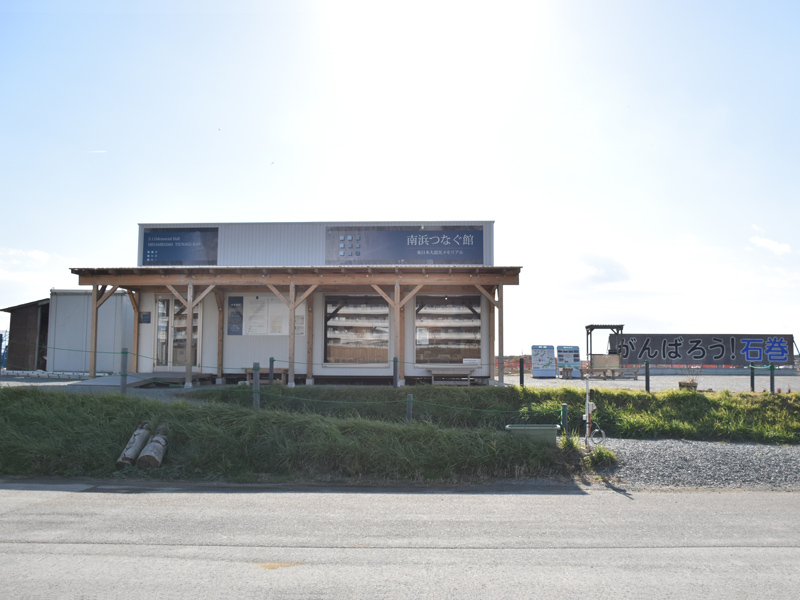
南浜つなぐ館
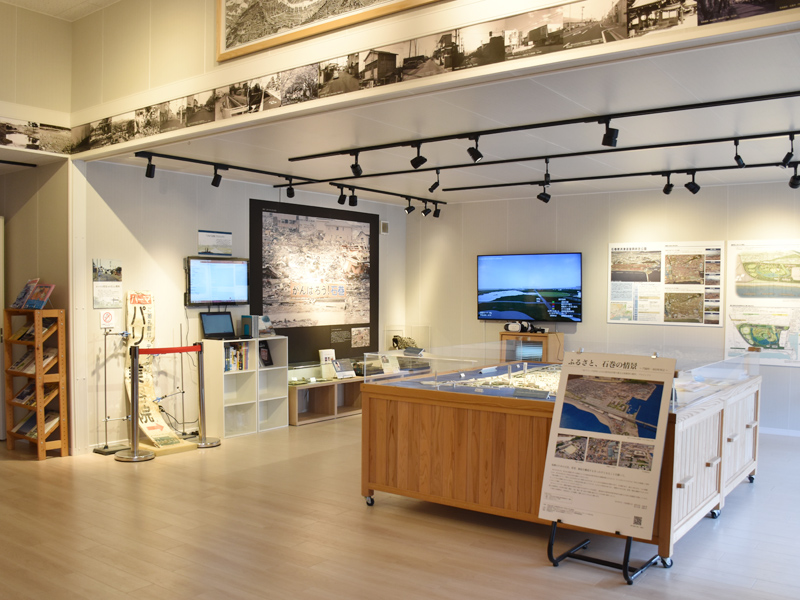
南浜つなぐ館の屋内
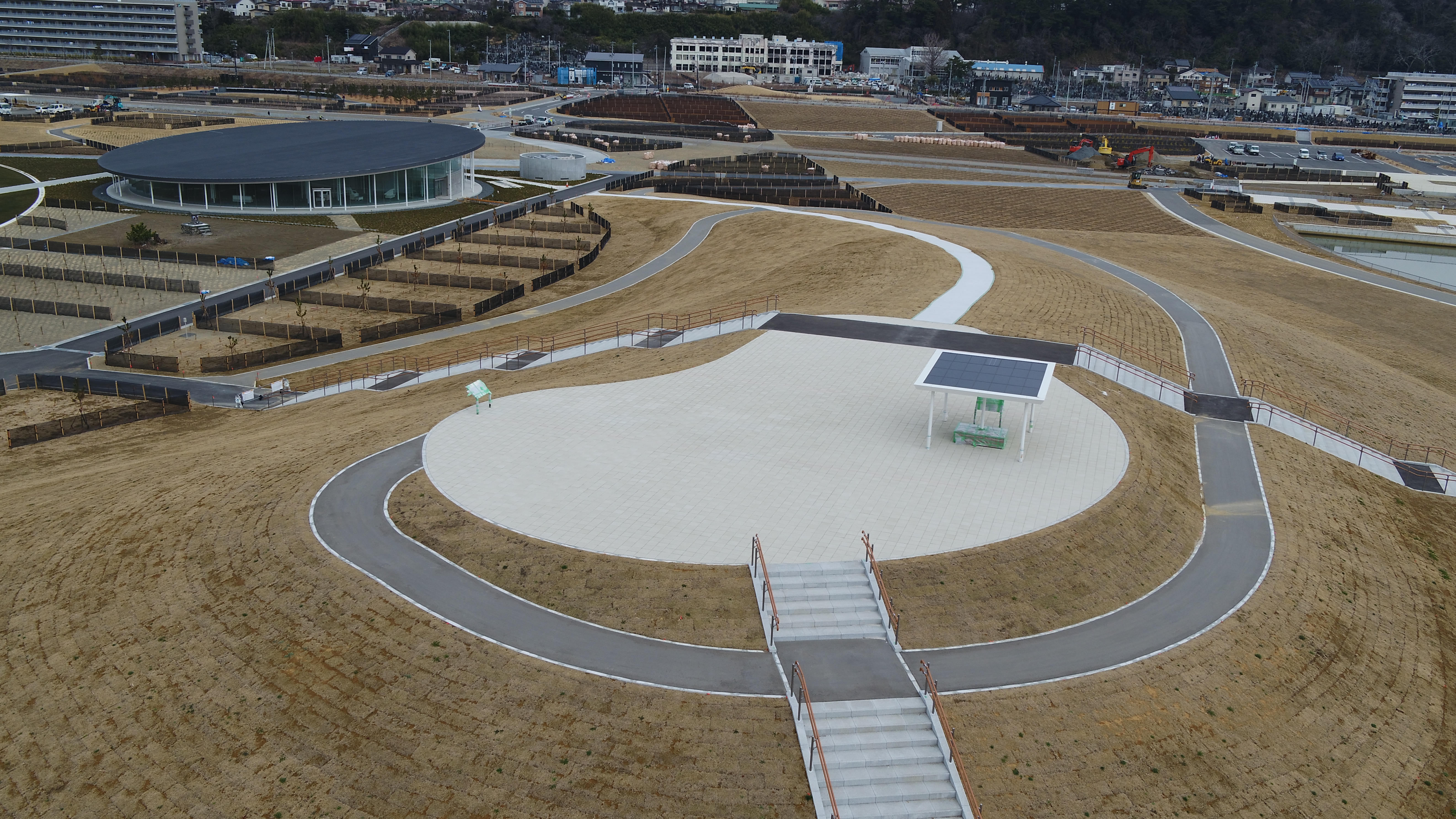
みやぎ東日本大震災津波伝承館

## 交通

### 道路・橋梁
- 宮城県道240号石巻女川線
- 石巻市都市計画道路門脇流留線[9][10]
- 市道南浜1号線[10]
- 市道南浜2号線[10]

### バス
- ミヤコーバス石巻市内線[11]

## 小・中学校の学区
南浜町の小・中学校の学区は以下の通りである。
| 町丁   | 字・番地 | 小学校             | 中学校             |
| ------ | -------- | ------------------ | ------------------ |
| 南浜町 | 全域     | 石巻市立石巻小学校 | 石巻市立石巻中学校 |

## 人口
2025年（令和7年）2月末時点での南浜町の人口は以下の通りである。
| 丁目         | 世帯数〔世帯〕 | 男〔人〕 | 女〔人〕 | 計〔人〕 |
| ------------ | -------------- | -------- | -------- | -------- |
| 南浜町一丁目 | 0              | 0        | 0        | 0        |
| 南浜町二丁目 | 0              | 0        | 0        | 0        |
| 南浜町三丁目 | 0              | 0        | 0        | 0        |
| 南浜町四丁目 | 0              | 0        | 0        | 0        |
| 合計         | 0              | 0        | 0        | 0        |

## 東日本大震災
南浜町での東日本大震災の震度は概ね6弱であったと推測され、域内の犠牲者は218人（石巻市内で2番目に多い犠牲者数）で場所によっては7ｍ以上の津波が押し寄せた。

また、域内の世代・男女別の犠牲者・死亡率は以下の通りである。
| 世代と性別 | 犠牲者 | 死亡率 | 当時の人口 |
| ---------- | ------ | ------ | ---------- |
| 男性       | 99     | 8.01%  | 1236       |
| 女性       | 119    | 8.51%  | 1398       |
| 15歳未満   | 9      | 2.81%  | 320        |
| 15-64歳    | 85     | 5.45%  | 1560       |
| 65歳以上   | 124    | 16.56% | 749        |
| 合計       | 218    | 8.28%  | 2634       |